# Uperoleia micromeles
Uperoleia micromeles är en groddjursart som beskrevs av Tyler, Davies och Martin 1981. Uperoleia micromeles ingår i släktet Uperoleia och familjen Myobatrachidae. IUCN kategoriserar arten globalt som livskraftig. Inga underarter finns listade i Catalogue of Life.

## Bildgalleri